# Дневники зомби
«Дневники зомби» (англ. The Zombie Diaries) — британский фильм о зомби 2006 года, снятый режиссёрами Кевином Гейтсом и Майклом Г. Бартлеттом. Фильм снят в ручном документальном формате на DV и разделён на три части, которые повествуют о первых днях начавшейся эпидемии.

## Сюжет
В 21-м веке на Земле появился неизвестный вирус, который за короткое время поразил всё население планеты, превращая людей в кровожадных живых мертвецов. Англия оказалась в числе территорий, поражённых неизвестным вирусом. Несколько групп уцелевших людей пытаются выжить в изменившемся мире…

## В ролях
- Джонс Рассел — Гоке
- Крейг Стовин — Энди
- Джонни Херн — Джон
- Джеймс Фишер — Джефф
- Анна Блейдс — Ванесса
- Имоджен Черч — Сью
- Софи Эллис — Анна Маккензи
- Джонатан Болл — Мэтт
- Элисон Моллон — Элизабет
- Виктория Саммер — Линн
- Кайл Спаркс — Грэг
- Уилл Тош — Джеймс
- Скотт Эйнсли — сержант Джим Маккаллох
- Тоби Боуман — сержант Джез Николсон
- Джульет Форестер — Шерон Бакли
- Леонард Фентон — Билл
- Ральф Монди — Амин
- Хирам Блитман — Мэнни

## Съёмочная группа
- Режиссёры: Майкл Г. Бартлетт, Кевин Гейтс
- Продюсеры: Майкл Г. Бартлетт, Кевин Гейтс
- Сценаристы: Кевин Гейтс, Майкл Г. Бартлетт
- Оператор: Джордж Карпентер
- Композитор: Стивен Хопер

## Критика
Brian W. Collins написал ревью на картину.